# دبیرستان امام صادق
دبیرستان ماندگار امام صادق (پیشتر: حکیم نظامی) بزرگترین و قدیمی‌ترین دبیرستان استان قم می‌باشد که در سال ۱۳۱۷ فعالیت آموزشی خود را آغاز نمود که هم اکنون ورود به دبیرستان از طریق آزمون صورت می گیرد. این اثر در تاریخ ۱۵ اسفند ۱۳۷۹ با شمارهٔ ثبت ۳۳۴۶ به‌عنوان یکی از آثار ملی ایران به ثبت رسیده‌است. و به دلیل قدمت تاریخی و سوابق درخشان علمی، آموزشی و فرهنگی در تاریخ ۲۹ اردیبهشت ۱۳۸۹ توسط شورای عالی آموزش و پرورش به عنوان مدرسه ماندگار شناخته شد.
ساختمان این دبیرستان در قم، بلوار معلم، میدان روح‌الله قرار دارد.

## تاریخچه
در سال ۱۳۱۳ آقای سید علی اکبر برقعی که از علما و دانشمندان طراز اول ایران بودند و از معارف پروران حقیقی به‌شمار می‌رفتند، جهت دریافت مجوز مدرسهٔ حیات رهسپار تهران شدند و طی ملاقاتی که در آنجا بین ایشان و آقای علی‌اصغر حکمت روی داد، تأسیس دبیرستان مجهزی که در شأن جوانان علاقه‌مند قمی باشد مطرح شد که با استقبال اولیای امور معارف مواجه گردید. از این زمان رابطهٔ معارف خواهان قم و وزارت معارف بیشتر شد و رفت و آمدهای پی در پی آقای برقعی به تهران و پشتیبانی دانشمند معظم آقای سید محمد فاطمی قمی «مؤسس بیمارستان فاطمی قم» به پیشرفت کار کمک کرد. از حسن اقبال، آقای علی‌اصغر حکمت به وزارت معارف منصوب گشت و به قولی که قبلاً داده بود وفا نمود و شالودهٔ دبیرستانی را که شایستهٔ مردم این شهر باشد بنیان گذاشت
نخستین سنگ بنای این دبیرستان در تاریخ ۲۰ آبان ۱۳۱۴ مطابق ۱۵ شعبان ۱۳۵۴ طی جشنی و با حضور محمدعلی فروغی (رئیس الوزا)، علی‌اصغر حکمت وزیر معارف، حسن اسفندیاری «محتشم السلطنه» رئیس مجلس، محمود جم وزیر داخله، ابتهاج السلطان، معاون وزارت داخله، فریدونی رئیس ادارهٔ مرکز وزارت داخله، سید علی اکبر برقعی، ابوالقاسم فیوضات رئیس کل ادارهٔ اوقاف، میرزا حسن رشدیه، حاج سید علی فهیم التجار، سید محمد آقا زاده و چند نفر از رؤسای معارف نصب گردید.
بنای این دبیرستان با نظارت دو مهندس فرانسوی، ماکسیم سیرو و آندره گدار در معیت معماران محلی در نهایت زیبایی و متناسب با آب و هوای گرمسیری قم ساخته شد و در سال ۱۳۱۷ به اتمام رسید، زیر بنای ساختمان حدود ۱۵۰۰ متر مربع می‌باشد که در میان باغی به مساحت ۲۰۰۰۰ متر قرار گرفته‌است. در ضلع جنوبی بنا زمین‌های ورزش و قسمت‌های شرق و غرب و شمال دارای گل‌کاری و درختان سبز و خرم می‌باشد. بر سراسر دیوارهای درونی و اندرونی دبیرستان کتیبه‌هایی که اشعار آن از دیوان حکیم نظامی انتخاب شده و با خط بسیار زیبا نوشته شده‌اند به چشم می‌خورد.

## مدیران دبیرستان از آغاز تاکنون
| نام مدیر (دوره مدیریت)                                      |
| ----------------------------------------------------------- |
| علی اکبر مشکین(۱۳۱۴)                                        |
| غفار بینش پور (۱۳۱۵)                                        |
| باقر نحوی (۱۳۱۶)                                            |
| محمدعلی جواهری (۱۳۱۷ الی ۱۳۱۹)                              |
| احمد انواری (۱۳۱۹ الی ۱۳۲۴)                                 |
| ناصرقلی بهاصدری (۱۳۲۴)                                      |
| تقی ثابتی اشرف (۱۳۲۴ الی ۱۳۲۶)                              |
| سید عباس محمودیان (۱۳۲۶ الی ۱۳۲۷)                           |
| علی‌اصغر فقیهی (۱۳۲۷ الی ۱۳۲۹)                               |
| سید غلامحسین آل یاسین (۱۳۲۹ الی ۱۳۴۴)                       |
| سید ابراهیم شکراللهی (۱۳۴۴ الی ۱۳۴۷)                        |
| سیف الدین وفائی (۱۳۴۷ الی ۱۳۴۸)                             |
| ابوالفضل مصفا (۱۳۴۸)                                        |
| سید اصغر علوی (۱۳۴۸ الی ۱۳۴۹)                               |
| محمدرضا اشراقی (۱۳۴۹ الی ۱۳۵۱)                              |
| سید هادی فاطمی (۱۳۵۱ الی ۱۳۵۷)                              |
| غلام تشکری نیا (۱۳۵۷ الی ۱۳۵۹)                              |
| احمد عظیم پور تبریزی (۱۳۵۹ الی ۱۳۶۳)                        |
| عباس بی تا (۱۳۶۳ الی ۱۳۷۲)                                  |
| تقی محمدی (۱۳۷۲ الی ۱۳۷۵) - نمونه مردمی                     |
| محمد حسینی راد (۱۳۷۵ الی ۱۳۸۵) - شیفت ۲                     |
| محمدرضا جورابچیان (۱۳۷۴ الی ۱۳۷۵) - شیفت ۲                  |
| مسیب تهوری (۱۳۷۵ الی ۱۳۸۰)                                  |
| علی گائینی (۱۳۸۰ الی ۱۳۸۲)                                  |
| علی عبدیخانی (۱۳۸۲ الی ۱۳۸۵)                                |
| غلامحسین رزاقی (۱۳۸۵ الی ۱۳۸۶) - شیفت ۲                     |
| سعید مغازه‌ای (۱۳۸۶ الی ۱۳۸۷) - شیفت ۲                       |
| علی محمدی یزدی (۱۳۹۱ الی ۱۳۹۲) - ماندگار                    |
| علیرضا سنگتراشان (۱۳۸۵ الی ۱۳۹۱ و از ۱۳۹۲ تاکنون) - ماندگار |
| مسعود زمانی (۱۳۹۸ تاکنون) - شیفت ۲                          |

## معلمان سرشناس

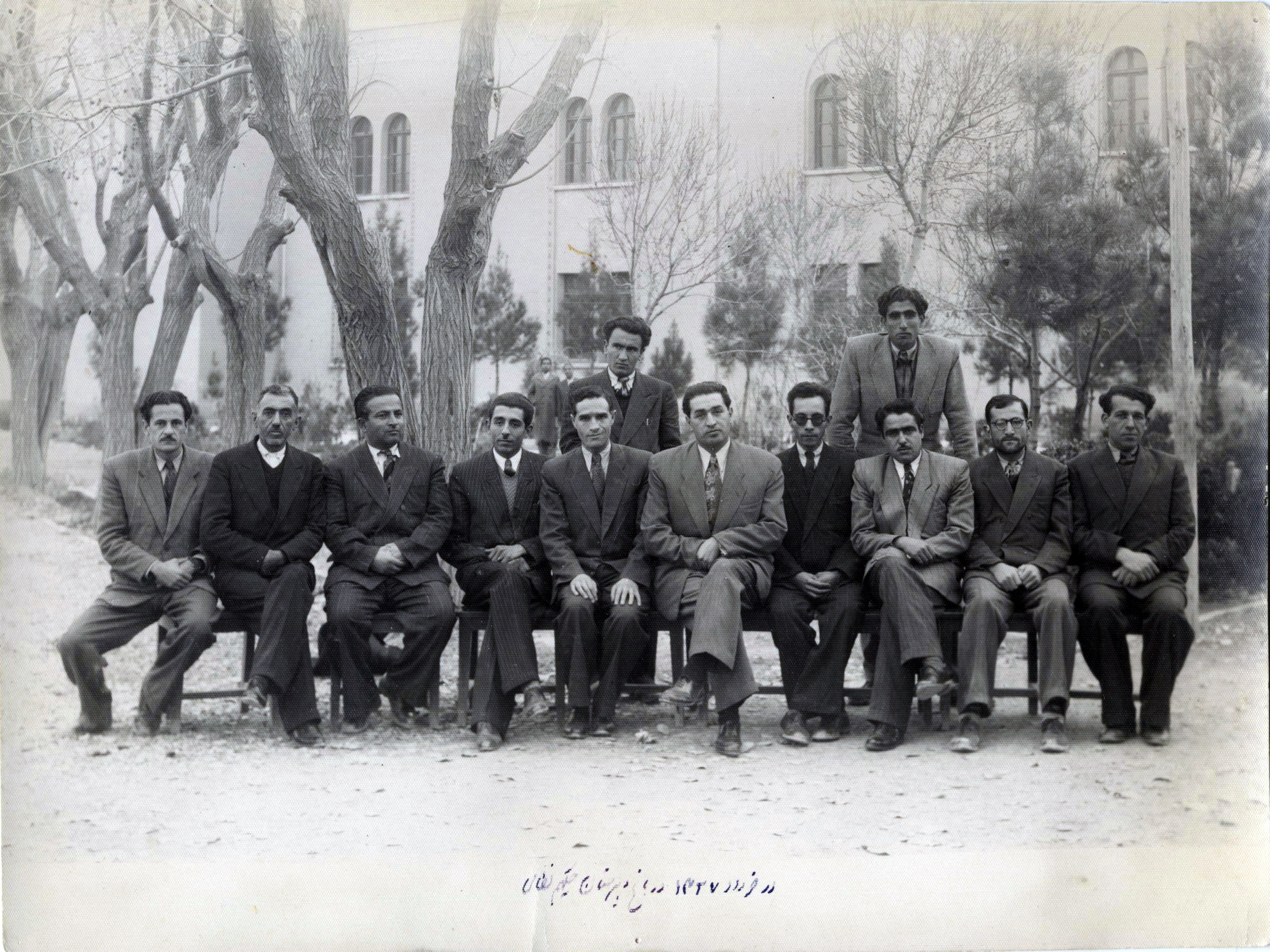
دبیران دبیرستان- دی ماه ۱۳۲۷

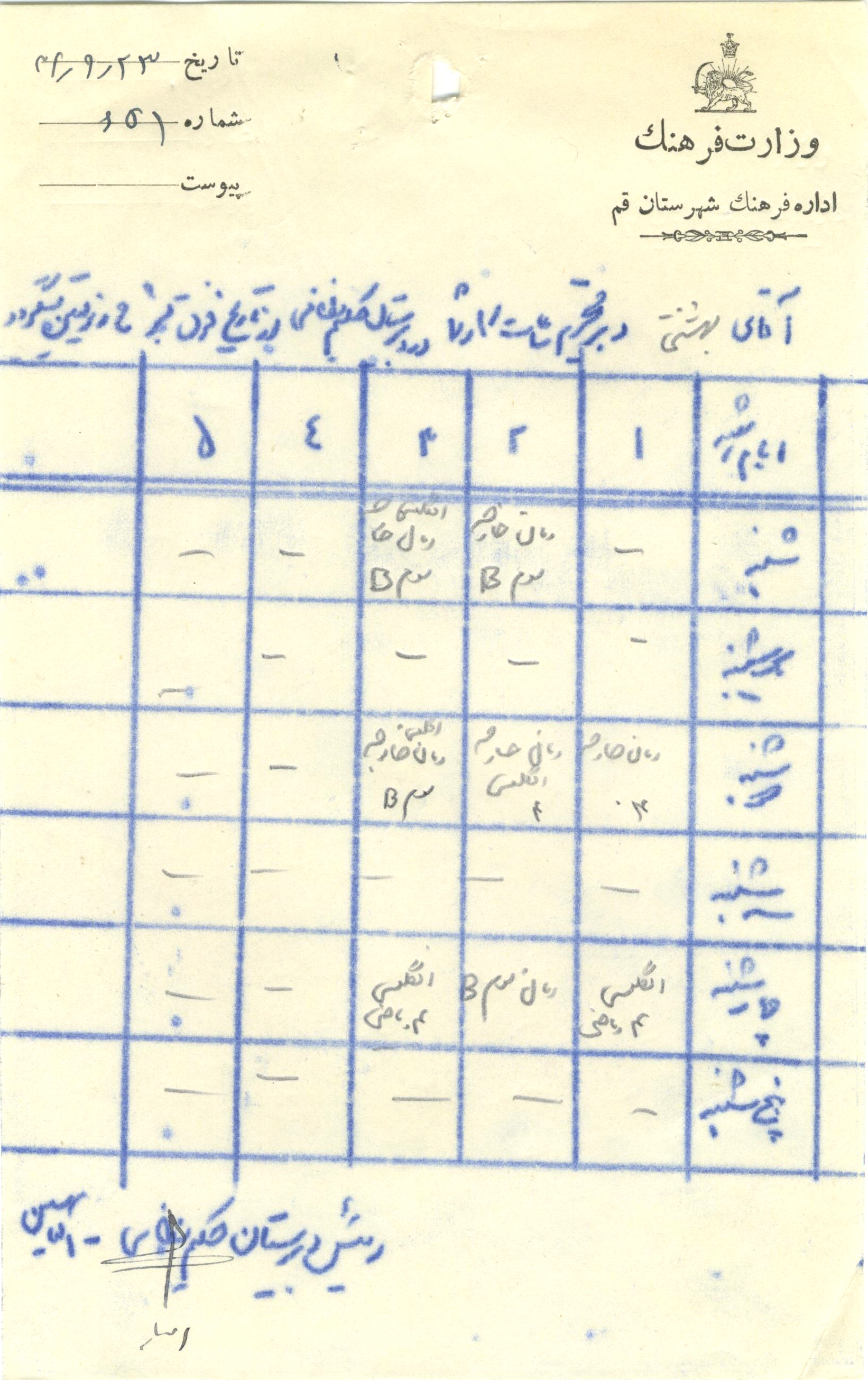
ساعات تدریس شهید بهشتی در دبیرستان- سال ۱۳۳۲

•  سید محمد بهشتی، سیاست‌مدار و فقیه ایرانی و نخستین رئیس دیوان عالی کشور پس از انقلاب ایران در سال ۱۳۵۷، نخستین دبیرکل حزب جمهوری اسلامی و نایب رئیس مجلس خبرگان قانون اساسی •  علی‌اصغر فقیهی، معلم، نویسنده و تاریخ‌پژوه •  محمد مفتح، روحانی شیعه و استاد حوزه •  حسین کریمان، نویسنده، ادیب، لغت‌شناس، مورخ و جغرافیدان ایرانی •  بهرام فره‌وشی، زبان‌شناس معاصر ایرانی و متخصص زبان‌های ایرانی و فرهنگ ایران باستان
 •  محمدامین ریاحی، ادیب، مورخ و شخصیت فرهنگی معاصر ایرانی، صاحب آثار پژوهشی در زمینهٔ فرهنگ ایرانی، ادب پارسی، فردوسی و شاهنامه، حافظ و تاریخ ایران •  سید حسن سادات ناصری، استاد دانشگاه، پژوهشگر ادبیات و مترجم •  ابوالفضل مصفا، استاد دانشگاه و پژوهشگر ادبیات •  مظاهر مصفا، استاد دانشگاه، شاعر و مصحح برجستهٔ معاصر ایران •  عباس حری، بنیان‌گذار مؤسسه ملی زبان •  سید علیرضا شمس قمی، معلم و شاعر •  احمد بهشتی، پژوهشگر فلسفه، مدرس حوزه علمیه، نماینده دوره‌های اول و دوم مجلس شورای اسلامی از حوزه انتخابیه فارس(فسا)، نماینده مجلس خبرگان در دوره سوم و پنجم و رئیس سابق دانشگاه قم •  محمود بروجردی، داماد روح الله خمینی، همسر زهرا مصطفوی، عضو هیئت علمی دانشگاه شهید بهشتی و معاون اسبق وزارت آموزش عالی (وزارت علوم فعلی) و سفیر سابق ایران در فنلاند بود. او مدتی نیز، ریاست سازمان گفتگوی تمدن‌ها را بر عهده داشت. • 

## دانش آموختگان سرشناس
•  سید احمد خمینی، دومین فرزند روح الله خمینی، بنیان‌گذار جمهوری اسلامی ایران •  صادق لاریجانی، رئیس قوه قضاییه ایران و رئیس هیئت امنای دانشگاه امام صادق •  رضا فرجی‌دانا، استاد تمام دانشکده مهندسی برق و کامپیوتردانشگاه تهران، سیاستمدار، مشاور رئیس‌جمهور در امور علمی و آموزشی و مشاور عالی رئیس دانشگاه تهران •  عباس آخوندی، سیاستمدار، استاد دانشگاه، دولتمرد ایرانی و وزیر راه و شهرسازی جمهوری اسلامی ایران در دولت یازدهم و دوازدهم است •  شاهرخ ظهیری، کارآفرین ایرانی، بنیان‌گذار و مدیرعامل گروه صنایع غذایی مهرام و پدر صنایع غذایی ایران می‌باشد. •  هرمز ظهیری، پزشک و رئیس سابق بیمارستان ساسان تهران •  سید محمدمهدی میرباقری، روحانی ایرانی، رئیس فرهنگستان علوم اسلامی قم و از نظریه‌پردازان در باب نسبت بین علم و دین است •  سید عبدالرحیم موسوی، فرمانده کل ارتش جمهوری اسلامی ایران •  غلامحسین نامی، نقاش و عضو هیئت مؤسس خانهٔ هنرمندان ایران •  محمدباقر لاریجانی، پزشک فوق تخصص بیماری‌های غده درون‌ریز، و معاون آموزشی وزیر بهداشت، درمان و آموزش پزشکیجمهوری اسلامی ایران است •  سید محمد صادق خرازی، سفیر و معاون نمایندهٔ دائم ایران در سازمان ملل متحد (۱۹۸۹ تا ۱۹۹۵) و سفیر ایران در فرانسه (۲۰۰۲ تا ۲۰۰۶) و مشاور ارشد محمد خاتمی در زمان ریاست جمهوری ایشان •  سید علی اکبر ابوترابی فرد، نماینده تهران در مجلس چهارم و پنجم و از اعضای مؤسس جمعیت ایثارگران انقلاب اسلامی •  ابوالحسن فرهودی، بنیان‌گذار رشته فوق تخصصی ایمونولوژی آلرژی در ایران و مؤسس بخش فوق تخصصی ایمونولوژی آلرژی درمرکز طبی کودکان در دانشگاه علوم پزشکی تهران •  حسین شهیدزاده، سفیر سابق ایران در عراق •  حبیب اله بی‌آزار، معاون وزیر آموزش و پرورش در ۴ کابینه دولت جمهوری اسلامی •  ناصر کمالیان، استاد پیشکسوت رشته پاتولوژی دانشگاه علوم پزشکی تهران و مؤسس اغلب بخش‌های پاتولوژی دانشگاه‌های علوم پزشکی کشور و پدر علم آسیب‌شناسی عصبی •  علی‌اشرف صادقی، زبان‌شناس ایرانی، استادبازنشستهٔ دانشگاه تهران و عضو پیوستهٔ فرهنگستان زبان و ادب فارسی •  غلامرضا امامی، نویسنده و پژوهشگر و مدیر انتشارات موج •  غلامحسین جباری، چهرهٔ ماندگار صنعت بیمه •  محمود شریعت، از اساتید برتر حوزه بهداشت محیط و پدر علم بهداشت محیط ایران •  سید علی محمد برقعی، از اساتید برتر حوزهٔ مکانیک ماشین‌های کشاورزی •  فتح‌الله فلاحیان، استاد دانشگاه و پدر قارچ‌شناسی ایران •  مجید جعفری‌تبار، روحانی شیعه ایرانی، مفسّر، قاری و فعال قرآنی •  عباس جهانگیریان، نمایش‌نامه نویس، فیلم نامه‌نویس و پژوهشگر سینما •  خسرو گلسرخی، شاعر و نویسنده •  منصور ونک، فرمانده سابق پایگاه هوایی نوژه •  علی تاجرنیا، نماینده مردم مشهد در مجلس ششم صادق محفوظی، مدیر موزۀ نسخ خطی و آثار فرهنگی هنری دکتر صادق محفوظی •  محمد جوادی، پیش کسوت تولید پیچ و مهره ایران

## شهدا
این دبیرستان در طول جنگ ایران و عراق حدود ۱۷۰ شهید را تقدیم کرد که اسامی برخی از آنان به شرح زیر می‌باشد:
محسن ابراهیمی، محسن اخوان زاده، حسین اشتری، محمد باقر اعلمی، ابوالفضل اصفهانی، محمد رضا الله وردی، ولی‌الله بیات، علاء پروین، محمود پناهی فرد، محمد پور محمدی، حمید تشکری، احمد توتونکار، مهدی جلال‌زاده یزدی، حسین جهانگیری، داود (حسن) حسنی زنجانی، جعفر حمیدیه، محمد حیاتبخش، حسین خزئلی، ابوالفضل خطیری علیایی، امیرحسین روحانی، اصغر ساقی، مهدی سبزعلی گل، سید مجتبی سید رضوی، محمد علی شکراللهی، حسین صادقی خواه، سید مهدی طاهری، حسین عبدلی، نصرالله اکبری عسکرانی، رضا عصارزاده، علوی، محمد علمایی، حسین فرزانگان، رضا قاسمی، علی محمد قاری ساری، حسین قرنلی، جواد کاری، جعفر کریمی، محمد تقی کلهری، حسین رضا گائینی، موسی مظفری، محمد حسین معینی، احمد معینی، سید حمید موسوی، سید محمد موسوی، سید عبدالصمد موسوی، محمود منتظر، سید احمد میرابوطالبی، محمد حسین میرجعفری، رسول میرشفیعی، ناصر مینوئی، ابوالفضل نادعلی، امیرحسین نگاری، محمد نیکان، علی رضا هدایتی ارفع (نظری)، فتح‌الله هندیانی، محمد یزدیان، محمد علی هادی، سید مهدی برقعی، ناصر باستان، محمد علی رحیمی، احمد حفیظی، رنجبر، رضوی، صادقی، علی معرفت، محمد حسین ستاری، جواد (فرهاد) حیدریان، سعید سامانلو، حمید ناظرپناهی، حسین باطنی، محمد زلفی، ایزدی، قنبری، سید محمد منتظری، علی شوشتری زاده، علی دائی، محمد علمائی، جعفر شاهپوری، عبدالله جهانبینی، سید محمدتقی حسینی نیشابوری، سیدمحمدهادی حیسنی نیشابوری، حمیدرضا اصفهانیان، کمالی تقوی

## انجمن دانش آموختگان
عدهای از دانش آموختگان دبیرستان حکیم نظامی قم که اکثر آن‌ها فارغ التحصیلان سال ششم طبیعی در سال ۱۳۳۳ می‌باشند از سال ۱۳۵۸ تصمیم گرفتند جلسات ماهیانه برای دید و بازدید به یاد دوران گذشته با صرف ناهار با یکدیگر داشته باشند. در مهر ماه سال ۱۳۶۸ مرحوم دکتر علی محسنی متولد ۱۳۱۵ که فارغ‌التحصیل سال ۱۳۳۳ این دبیرستان می‌باشد با کوشش و رنج فراوان عدهای از دبیران پیشین خود را پیدا کرده و آنان را به این جلسات دعوت نمود. در این گردهمائی شادروان دکتر حسین کریمان و دکتر حسن سادات ناصری و محمد ابوذری هم حضور داشتند. چون برگزاری این گردهمائی در رستوران مورد پسند واقع نگردید، در خرداد سال ۱۳۶۹ تصمیم گرفته شد با گروهی بزرگتر این محفل در جای مناسبتری برگزار گردد. شادروان دکتر احمد اشجعی با آغوش باز تقبل نمود که این محفل انس در منزل ایشان برگزار شود، این مجلس با حضور عدهای در حدود ۴۰ نفر از شاگردان قدیمی این مدرسه و ۱۰ الی ۱۲ نفر دبیران قدیمی در منزل ایشان تشکیل شد. در خرداد ماه سال ۱۳۷۰ شادروان دکتر احمد اشجعی بار دیگر این زحمت را قبول کرد و این محفل مجدداً در منزل ایشان تشکیل گردید، بنابراین نامبرده را می‌توان یکی از علاقمندان و پیشگامان و افراد مؤثر در تشکیل این همایش و یار و یاور من دانست و برای ایشان حق بزرگی قائل شد و به روانش درود می‌فرستیم. آوازه این محفل به اطلاع سایر دانش آموختگان دبیرستان حکیم نظامی قم رسید و عدهٔ فراوانی از آنان علاقه خود را به شرکت در این محفل ابراز داشتند و چون به علت کثرت داوطلبان تشکیل این محفل در منزل مقدر نبود در خرداد سال ۱۳۷۰ با حضور عده‌ای در حدود ۲۰۰ نفر از شاگردان و ۱۵ تا ۲۰ نفر از دبیران و مربیان این محفل در تالار رستوران آبرومندی تشکیل شد و بدین ترتیب از آن پس تا بحال این مجلس با عنوان تجلیل از مقام معلم سالی یک بار برگزار میگردد.
در این گردهمائی عدهای در حدود ۲۵۰ الی ۳۰۰ نفر از دانش آموختگان سال‌های ۱۳۱۷ تا به امروز در کنار استادان و مربیان ادوار مختلف خود شرکت داشته‌اند و همیشه عدهای از فرهیختگان و پژوهشگران علمی و ادبی کشور به عنوان میهمان به این محفل دعوت شدهاند. در این محفل مسئولین فعلی دبیرستان حکیم نظامی قم که اکنون این مدرسه به نام امام صادق (ع) تغییر نام یافته‌است با تنی چند از شاگردان فعلی مدرسه دعوت می‌شوند. از برنامههای این جشن ذکر خاطرات شیرین دوران تحصیل در گذشته توسط شاگردان و معلمین، قرائت اشعار طنز یا اشعاری با گویش قمی و اشعاری به مناسبت مجلس و محفل، سخنرانیهای علمی، تجلیل از یک یا چند نفر از شاگردان نمونه و برجسته دورانهای قبل، تجلیل از یک یا چند نفر از معلمین دورههای گذشته و اهدای لوح سپاس به آن‌ها و اجرای برنامه‌های موسیقی شاد می‌باشد. از هدفهای دیگر برگزاری این جشن نشان دادن این برنامه و بزرگداشت به جوانان امروز است تا دریابند که چگونه پدران آن‌ها در سنین ۷۰ الی ۸۰ سالگی به یاد معلمین قدیمی خود هستند و برای آن‌ها جشن بزرگداشت برگزار می‌کنند.
شایان ذکر است که فعالیت‌های انجمن دانش آموختگان در سال‌های بعد با جدیت بیشتری پیگیری شد که از آنجمله می‌توان به تأسیس دفتر انجمن دانش آموختگان توسط مهندس متین نجارزاده در تاریخ ۹ خرداد ۱۳۹۳ و تأسیس موزه و مرکز اسناد دبیرستان توسط آقای مجید داداش‌ نژاد در سال ۱۳۹۵ اشاره نمود.